# Grange-over-Sands
Grange-over-Sands est une ville dans le Cumbria en Angleterre. Située à 78,1 kilomètres de Carlisle. Sa population est de 4 835 habitants (2001).

## Personnalités liées à la ville
- Jerzy Pajączkowski-Dydyński, (1894-2005) supercentenaire et militaire polonais, y est mort.
- Lionel Palairet (1870-1933), joueur de cricket amateur anglais qui a joué pour Somerset et l'Université d'Oxford, y est né.
- Len Shackleton (1922-2000),  footballeur anglais, qui évoluait au poste d'attaquant à Sunderland et en équipe d'Angleterre, y est mort.